# Papaipema speciosissima
Papaipema speciosissima là một loài bướm đêm trong họ Noctuidae.